# Christian Kramp

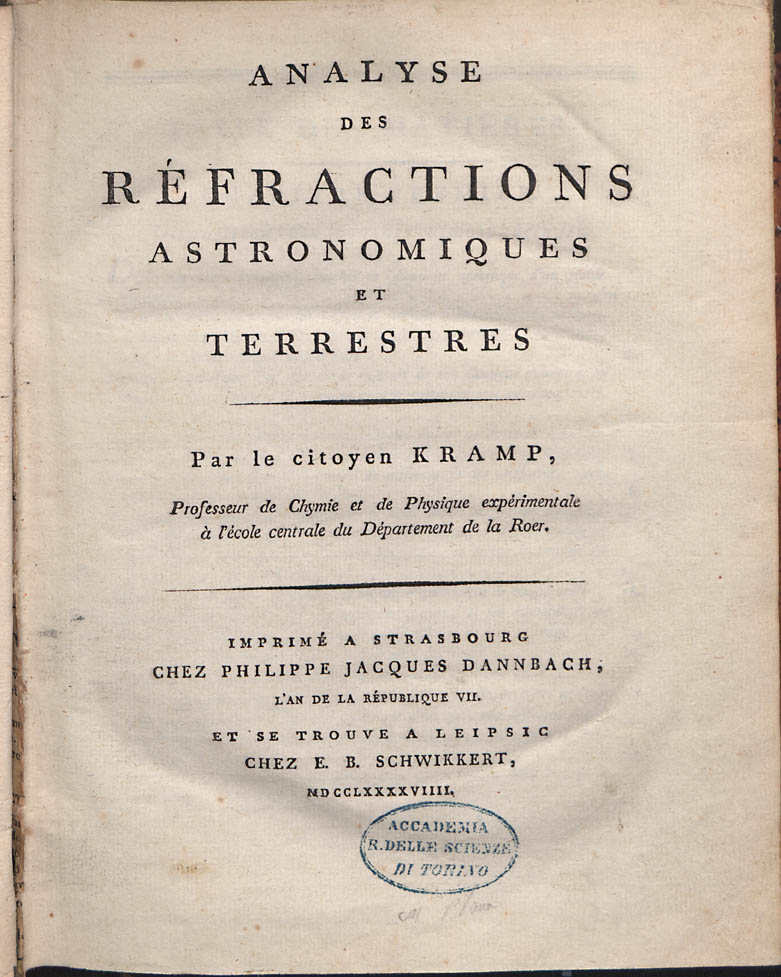
Analyse des réfractions astronomiques et terrestres, 1799

Christian Kramp (8 luglio 1760 – 13 maggio 1826) è stato un matematico e medico francese. Lavorò principalmente ai fattoriali.

## Biografia
Suo padre fu anche suo insegnante alla scuola di grammatica di Strasburgo. Kramp si laureò in medicina ma, oltre a una serie di opere mediche, nel 1793 scrisse di cristallografia. Nel 1795 diventò un insegnante di matematica, chimica e fisica a Colonia (che fu francese dal 1794 al 1815); sapeva scrivere in francese e tedesco.
Nel 1809 diventò professore di matematica a Strasburgo. Nel 1817 fu eletto membro dell'accademia francese delle scienze. Come Bessel, Legendre e Gauss, Kramp lavorò alla funzione fattoriale generalizzata ai non interi, indipendentemente da James Stirling e Vandermonde. Fu il primo a usare la notazione n! (Éléments d'arithmétique universelle, 1808) ma il concetto generale di fattoriale fu descritto allo stesso tempo da Arbogast.
La funzione di Kramp è meglio nota oggi come funzione di Faddeeva.

## Opere
- (FR) Analyse des réfractions astronomiques et terrestres, Strasbourg, Philipp Jakob Dannbach, 1799.